# Hellbound (Lied)
Hellbound ist ein Lied der US-amerikanischen Rapper Eminem, J-Black und Masta Ace. Der Song erschien ursprünglich im Jahr 2000 auf dem Kompilationsalbum Game Over und wurde am 2. April 2002 als Single in Europa veröffentlicht. Er ist auch auf Eminems inoffiziellem Kompilationsalbum Eminem Is Back von 2004 enthalten.

## Inhalt
| Liedteil   | Künstler  |
| 1. Strophe | Eminem    |
| Refrain    | J-Black   |
| 2. Strophe | J-Black   |
| 3. Strophe | Masta Ace |

In Hellbound rappen Eminem, J-Black und Masta Ace jeweils in der Rolle des lyrischen Ichs davon, dass sie aufgrund ihres Verhaltens sowieso auf dem Weg in die Hölle seien und sich daher nicht mehr anstrengen müssten, durch gute Taten in den Himmel zu kommen. Eminem rappt in seiner Strophe detailliert über Gewalt und Kannibalismus, während J-Blacks Strophe von den christlichen Regeln handelt, die er nicht befolgt, da er nie in die Kirche geht, oft Sex hat und Alkohol trinkt. Masta Ace bezeichnet sich als „verlorene Seele“ und rappt unter anderem über Gewalt gegen Frauen.

“I see the light at the end

But every time I take a step it gets dim

Tell me, is this Hell we’re livin’ in?

If so, Heaven’s got to be better

But if we’re hellbound, whatever, let’s go down”

## Produktion
Der Song wurde von den Musikproduzenten DJ Rob und Domingo produziert, wobei sie Samples aus dem Soundtrack zum Videospiel Soulcalibur, der von dem japanischen Künstler Takanori Otsuka stammt, verwendeten. Als Autoren fungierten zudem Eminem, J-Black und Masta Ace.

## Single

### Covergestaltung
Das Singlecover ist sehr schlicht gehalten und zeigt einen geschwungenen, nach oben zeigenden, dunkelgrauen Pfeil auf hellgrauem Hintergrund. Im oberen Teil des Covers befinden sich die Schriftzüge Eminem, J-Black & Masta Ace sowie hellbound in Dunkelgrau bzw. Schwarz.

### Titelliste
1. Hellbound (H&H Remix) (Eminem, J-Black & Masta Ace) – 3:58
2. Spread It Out (Masta Ace) – 3:03
3. Rap 2K1 (Masta Ace) – 3:47

### Chartplatzierungen
Hellbound stieg am 2. Juni 2002 für eine Woche auf Platz 85 in die Schweizer Singlecharts ein. Zudem erreichte der Song Rang 53 der französischen Charts, wogegen er sich in den deutschen Charts nicht platzieren konnte.
| ChartsChartplatzierungen | Höchstplatzierung | Wochen |
| ------------------------ | ----------------- | ------ |
| Schweiz (IFPI)           | 85 (1 Wo.)        | 1      |